# Hastighetsåkning på skridskor vid olympiska vinterspelen 2010

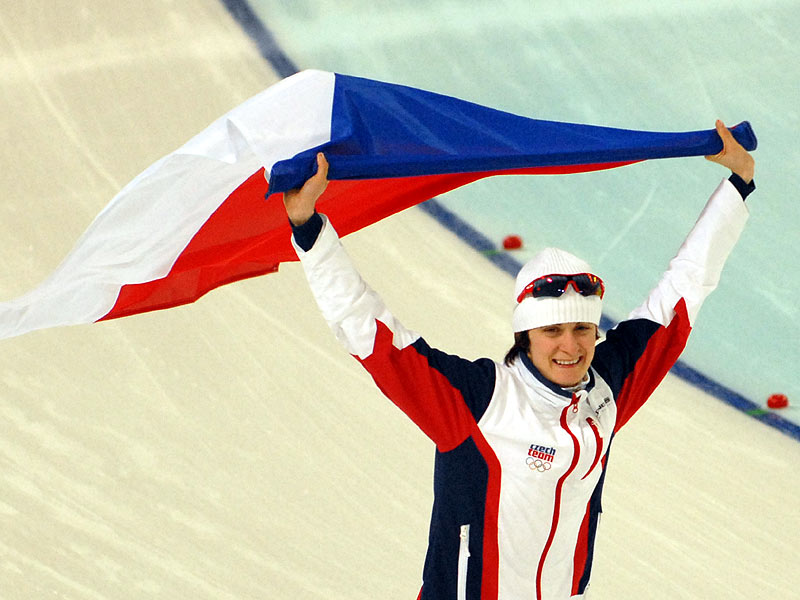
Martina Sáblíková från Tjeckien skördade framgångar på damsidan.

Hastighetsåkning på skridskor vid olympiska vinterspelen 2010 avgjordes i Richmond Olympic Oval en mil söder om Vancouver. Tävlingarna hölls mellan 13 och 27 februari.

## Resultat

### Medaljtabell
| Pl. | Nation        | Guld | Silver | Brons | Totalt |
| --- | ------------- | ---- | ------ | ----- | ------ |
| 1   | Nederländerna | 3    | 1      | 3     | 7      |
| 2   | Sydkorea      | 3    | 2      | 0     | 5      |
| 3   | Kanada        | 2    | 1      | 2     | 5      |
| 4   | Tjeckien      | 2    | 0      | 1     | 3      |
| 5   | Tyskland      | 1    | 3      | 0     | 4      |
| 6   | USA           | 1    | 2      | 1     | 4      |
| 7   | Japan         | 0    | 2      | 1     | 3      |
| 8   | Ryssland      | 0    | 1      | 1     | 2      |
| 9   | Kina          | 0    | 0      | 1     | 1      |
| 9   | Polen         | 0    | 0      | 1     | 1      |
| 9   | Norge         | 0    | 0      | 1     | 1      |

### Herrar
| Gren                     | Guld                                                | Guld     | Silver                                                       | Silver   | Brons                                                                | Brons    |
| 500 meter Detaljer...    | Mo Tae-bum Sydkorea                                 | 69,82    | Keiichiro Nagashima Japan                                    | 69,98    | Joji Kato Japan                                                      | 70,01    |
| 1 000 meter Detaljer...  | Shani Davis USA                                     | 1.08,94  | Mo Tae-bum Sydkorea                                          | 1.09,12  | Chad Hedrick USA                                                     | 1.09,32  |
| 1 500 meter Detaljer...  | Mark Tuitert Nederländerna                          | 1:45,57  | Shani Davis USA                                              | 1:46,10  | Håvard Bøkko Norge                                                   | 1:46,13  |
| 5 000 meter Detaljer...  | Sven Kramer Nederländerna                           | 6.14,60  | Lee Seung-hoon Sydkorea                                      | 6.16,95  | Ivan Skobrev Ryssland                                                | 6.18,05  |
| 10 000 meter Detaljer... | Lee Seung-hoon Sydkorea                             | 12.58,55 | Ivan Skobrev Ryssland                                        | 13.02,07 | Bob de Jong Nederländerna                                            | 13.06,73 |
| Lagtempo Detaljer...     | Kanada Mathieu Giroux Lucas Makowsky Denny Morrison | 3.41,37  | USA Brian Hansen Chad Hedrick Jonathan Kuck Trevor Marsicano | 3.41,58  | Nederländerna Jan Blokhuijsen Sven Kramer Simon Kuipers Mark Tuitert | 3.39,95  |

### Damer
| Gren                    | Guld                                                                                         | Guld    | Silver                                      | Silver  | Brons                                                             | Brons   |
| 500 meter Detaljer...   | Lee Sang-hwa Sydkorea                                                                        | 76,09   | Jenny Wolf Tyskland                         | 76,14   | Wang Beixing Kina                                                 | 76,63   |
| 1 000 meter Detaljer... | Christine Nesbitt Kanada                                                                     | 1.16,56 | Annette Gerritsen Nederländerna             | 1.16,58 | Laurine van Riessen Nederländerna                                 | 1.16,72 |
| 1 500 meter Detaljer... | Ireen Wüst Nederländerna                                                                     | 1.56,89 | Kristina Groves Kanada                      | 1.57,14 | Martina Sáblíková Tjeckien                                        | 1.57,96 |
| 3 000 meter Detaljer... | Martina Sáblíková Tjeckien                                                                   | 4.02,53 | Stephanie Beckert Tyskland                  | 4.04,62 | Kristina Groves Kanada                                            | 4.04,84 |
| 5 000 meter Detaljer... | Martina Sáblíková Tjeckien                                                                   | 6.50,91 | Stephanie Beckert Tyskland                  | 6.51,39 | Clara Hughes Kanada                                               | 6.55,73 |
| Lagtempo Detaljer...    | Tyskland Daniela Anschütz-Thoms Stephanie Beckert Anni Friesinger-Postma Katrin Mattscherodt | 3.02,82 | Japan Masako Hozumi Nao Kodaira Maki Tabata | 3.02,84 | Polen Katarzyna Bachleda-Curuś Katarzyna Woźniak Luiza Złotkowska | 3.03,73 |

## Grenar
Totalt tolv grenar i skridskor hålls vid spelen.
| Herrar   | Damer    |
| -------- | -------- |
| 500 m    | 500 m    |
| 1 000 m  | 1 000 m  |
| 1 500 m  | 1 500 m  |
| 5 000 m  | 3 000 m  |
| 10 000 m | 5 000 m  |
| Lagtempo | Lagtempo |

## Tävlingsschema
Alla tider är lokala tider (UTC-8).
| Dag    | Date                | Start | Slut  | Gren            | Fas             |
| ------ | ------------------- | ----- | ----- | --------------- | --------------- |
| Dag 1  | Lördag, 2010-02-13  | 12:00 | 14:20 | 5 000 m herrar  | 5 000 m herrar  |
| Dag 3  | Söndag, 2010-02-14  | 13:00 | 14:50 | 3 000 m damer   | 3 000 m damer   |
| Dag 4  | Måndag, 2010-02-15  | 15:30 | 18:50 | 500 m herrar    | 500 m herrar    |
| Dag 5  | Tisdag, 2010-02-16  | 13:00 | 16:05 | 500 m damer     | 500 m damer     |
| Dag 6  | Onsdag, 2010-02-17  | 16:00 | 17:30 | 1 000 m herrar  | 1 000 m herrar  |
| Dag 7  | Torsdag, 2010-02-18 | 13:00 | 14:25 | 1 000 m damer   | 1 000 m damer   |
| Dag 9  | Lördag, 2010-02-20  | 16:15 | 18:00 | 1 500 m herrar  | 1 500 m herrar  |
| Dag 10 | Söndag, 2010-02-21  | 15:00 | 16:35 | 1 500 m damer   | 1 500 m damer   |
| Dag 12 | Tisdag, 2010-02-23  | 11:00 | 13:45 | 10 000 m herrar | 10 000 m herrar |
| Dag 13 | Onsdag, 2010-02-24  | 13:00 | 14:35 | 5 000 m damer   | 5 000 m damer   |
| Dag 15 | Fredag, 2010-02-26  | 12:30 | 14:20 | Lagtempo herrar | Heat            |
| Dag 15 | Fredag, 2010-02-26  | 12:30 | 14:20 | Lagtempo damer  | Heat            |
| Dag 16 | Lördag, 2010-02-27  | 12:30 | 14:25 | Lagtempo herrar | Final           |
| Dag 16 | Lördag, 2010-02-27  | 12:30 | 14:25 | Lagtempo damer  | Final           |

## Kvaltider
| Gren     | Damer                          | Herrar                          |
| -------- | ------------------------------ | ------------------------------- |
| 500 m    | 39,50                          | 36,00                           |
| 1 000 m  | 1.18,50                        | 1.11,00                         |
| 1 500 m  | 2.00,00                        | 1.49,00                         |
| 3 000 m  | 4.15,50                        | ingen tävling                   |
| 5 000 m  | 7.20,00 eller 4.10,00 (3 000m) | 6.35,00                         |
| 10 000 m | ingen tävling                  | 13.30,00 eller 6.30,00 (5 000m) |